# Jean-François Lepetit
Pour les articles homonymes, voir Lepetit.
Jean-François Lepetit, né le 12 septembre 1953 à Caudéran en Gironde région  Nouvelle-Aquitaine, est un producteur et acteur français, fondateur de la société de production cinématographique française Flach Film Production.

## Biographie

### Études
Après des études secondaires (Bac Littéraire), Jean-François Lepetit fait un IUT carrière sociale et des études de sociologie à l'Université de Bordeaux III.
À 15 ans, il avait déjà fondé un ciné-club à Bordeaux. Il deviendra plus tard responsable de la cinémathèque régionale de la Ligue de l'Enseignement. Dans ce cadre, il organise plusieurs manifestations de promotion et de valorisation du cinéma en Aquitaine, dont la première université d'été de la communication avec le Crepac d'Aquitaine.

### Carrière de producteur
En 1982, il monte à Paris pour travailler dans la distribution, d'abord aux Films Molière puis à la Twentieth Century Fox. L'année suivante, il crée la société de production Flach Film.
Si Jean-François Lepetit choisit les films sur des coups de cœur, il s’engage aussi dans des préoccupations sociales à travers des films parfois marginaux.
En novembre 2015, Jean-François Lepetit accorde gratuitement les droits de retransmission de 80 films et séries de son catalogue à la chaîne de télévision grecque ERT afin de contribuer à sa relance face aux difficultés économiques de la Grèce.

### Vie privée
Jean-François Lepetit était le partenaire de la chanteuse Lio.

## Autres fonctions
- Vice-président de l'Association des producteurs de cinéma (APC)[6]

## Distinctions

### Prix et récompenses
- Prix Marcel Dassault (1999)[7]

### Décorations
- Officier de l'ordre des Arts et des Lettres Il est promu au grade d’officier par l’arrêté du 13 février 2015[8].